# Abutilon fraseri
Abutilon fraseri är en malvaväxtart. Abutilon fraseri ingår i släktet klockmalvor, och familjen malvaväxter.

## Underarter
Arten delas in i följande underarter:
- A. f. diplotrichum
- A. f. fraseri